# Pismo węzełkowe
Pismo węzełkowe – sposób zapisu z wykorzystaniem sznurka, na którym różnym rodzajom węzłów oraz ich kombinacjom przypisuje się odrębne znaczenia. Najbardziej znanym i najlepiej zbadanym przykładem jest kipu, używane w Ameryce Południowej przez Inków. Wiadomo jednak, że pismo węzełkowe używane było również w Chinach (patrz: chińskie węzełki), a także na Riukiu i w Korei.
Kształt podobny do takiego sznurka ma indyjskie pismo dewanagari.